# Katja Sieder
Katja Sieder (* 18. August 1982 in Geislingen an der Steige, Baden-Württemberg) ist eine deutsche Film-, Fernseh- und Theaterschauspielerin.

## Leben
Von 2004 bis 2008 studierte Katja Sieder Schauspiel an der Universität der Künste Berlin. Von 2007 bis 2013 war sie hauptsächlich als Theaterschauspielerin tätig, an folgenden Theatern: Renaissance-Theater Berlin, Theater Bonn, Maxim Gorki Theater Berlin, Theater Kiel und Anhaltisches Theater Dessau. In Die weisse Fürstin war sie 2010 auf der Münchener Biennale zu sehen. Von Dezember 2013 bis Oktober 2014 spielte sie in 156 Folgen die Hauptrolle der Caroline „Caro“ Schulz in der Seifenoper Verbotene Liebe. Im September 2016 spielt sie in Gute Zeiten, schlechte Zeiten als Sarah Wegner mit.
Sieder wohnt in München und Augsburg und ist Mutter.

## Theaterstücke
- 2022: Ugly Lies the Bone (Staatstheater Augsburg)

## Filmografie
- 2007: Adems Sohn (Kurzfilm, Kino)
- 2007: Helden aus der Nachbarschaft (Kinofilm, Regie Jovan Arsenić)
- 2008: Tasting Love (Kinofilm)
- 2008: Akbulak (Kurzfilm, als Katia Sieder)
- 2009: Per Aspera (Kurzfilm, Kino)
- 2009: Busy (Kurzfilm, Kino)
- 2009: Pretty Sick and Twisted (Pilotfilm, Fernsehen)
- 2013–2014: Verbotene Liebe (Fernsehserie)
- 2016: Gute Zeiten, schlechte Zeiten (Fernsehserie)
- 2019: Die Rosenheim-Cops (Fernsehserie, Folge: Ein Vater kommt selten allein)